# Tillandsia ignesiae
Tillandsia ignesiae är en gräsväxtart som beskrevs av Carl Christian Mez. Tillandsia ignesiae ingår i släktet Tillandsia och familjen Bromeliaceae. Inga underarter finns listade i Catalogue of Life.